# Rostrevor
Rostrevor è un sobborgo di Adelaide, in Australia Meridionale; esso si trova 10 chilometri a nord-est del centro cittadino ed è la sede della Città di Campbelltown. Al censimento del 2006 contava 7.246 abitanti.